# Скадовский, Сергей Николаевич
Серге́й Никола́евич Скадо́вский (31 августа [12 сентября] 1886, местечко Белозёрка, Херсонский уезд, Херсонская губерния — 5 февраля 1962, Москва) — российский и советский гидробиолог, доктор биологических наук, заведующий кафедрой гидробиологии Московского государственного университета (1930), профессор (1935), создатель эколого-физиологического направления в гидробиологии, лауреат премии имени В. И. Ленина (1929).

## Биография
Учился на физико-математическом факультете Московского университета (1905—1912).
В 1910 году на собственные средства основал Звенигородскую гидрофизиологическую станцию (ныне биостанция МГУ имени С. Н. Скадовского). 
После окончания университета был назначен (1912) ассистентом лаборатории профессора Н.К. Кольцова при Московском городском народном университете им. А. Л. Шанявского. Ассистент профессора Зернова при кафедре гидробиологии Московского сельскохозяйственного института на отделении рыбоведения (1915). Ассистент Кольцова (1919—1924) в институте экспериментальной биологии Наркомздрава и в МГУ. Заведующий лабораторией физико-химической биологии МГУ (1929—1931). Заведующий кафедрой гидробиологии МГУ (1931—1962). Получил степень доктора биологических наук (1935) и звание профессора по кафедре гидробиологии. Разработал основы нового научного направления —экологической физиологии водных организмов.
Лауреат Ленинской премии (1929). Награждён орденом Ленина (1954).
Похоронен на кладбище у посёлка Луцино.

## Научное наследие
- Экологическая физиология водных организмов: учебное пособие для вузов. — М.: Советская наука, 1955. — 339 с.
- К изучению планктона Москвы реки близ Звенигорода. — М.: тип. И. Н. Кушнерев и К°, 1916.
- Звенигородская гидрофизиологическая станция. Применение методов физической химии к изучению биологии пресных вод. / Под ред. завед. Станцией С. Н. Скадовского. — М.: Гос. ин-т народного здрав., 1928. — 569 с.
- Биоценозы обрастаний в качества биопоглотителя (Новый способ предварит. очистки воды для целей водоснабжения): Сборник статей / Под ред. проф. С. Н. Скадовского. — М.: Изд-во Моск. ун-та, 1961. — 363 с.

## Происхождение и семья
Потомок старинного польского дворянского рода Скодовских. Прадед — Скодовский Балтазар Балтазарович (1745—1825), подполковник войска польского при короле Станиславе Августе Понятовском. После раздела Польши присягнул на верность Павлу I и получил русское дворянство. Дед — Скодовский Лев Балтазарович (1814—1886), помещик и крупный землевладелец, а также отец будущего учёного — художник Скадовский Николай Львович (1845—1892), родились и умерли в семейном поместье Белозёрка (Скадовка). Мать — Аркудинская Мария Сергеевна 1860—1940). Жена — Скадовская Людмила Николаевна, урождённая Сперанская (1889—1972).